# Samuel Poznański
Pour les articles homonymes, voir Poznanski.
Samuel Abraham Poznański est un rabbin réformé polonais du XXe siècle (Lubraniec, 3 septembre 1864 - 1921).
Officiant à la Grande synagogue de Varsovie, il est également un arabisant et bibliographe hébraïque, réputé pour ses études sur le calendrier hébraïque et considéré comme le karaïtologue le plus éminent de son temps.

## Éléments biographiques
Après avoir été diplômé du Gymnase de Varsovie, il continua ses études à l'université et à la Hochschule für die Wissenschaft des Judentums à Berlin, où il se lie d'amitié avec son maître, Moritz Steinschneider, pour lequel il édite en 1896, à l'occasion de son 80e anniversaire, le "Festschrift."  
il est nommé membre du concile rabbinique de Varsovie par le comité de la Grande Synagogue de la rue Tłomackie, où il prêcha, juste avant sa mort. Les juifs orthodoxes s'opposent à sa nomination, allant jusqu'à manifester dans les rues, Mojżesz Schorr lui succéde à la tête de la Grande Synagogue en 1923.

## Travaux
- (de) Eine Hebräische Grammatik des Dreizehnten Jahr-hunderts (Berlin, 1894)
- (de) Mose b. Samuel ha-Kohen ibn Chiquitilla Nebst den Fragmenten Seiner Schriften (Leipsic, 1895)
- (de) Isak b. Elasar ha-Levis Einleitung zu Seinem Sephath Jether (Breslau, 1895)
- Aboul Faradj Haroun ben al-Faradj le Grammairien de Jérusalem et Son Mouschtamil (Paris, 1896)
- (de)Die Girgisani-Handschriften im British Museum (Berlin, 1896)
- Karaite Miscellanies (London, 1896)
- Mesroi al Okbari, Chef d'une Secte Juive du Neuvième Siècle (Paris, 1896)
- (en) The Anti-Karaite Writings of Saadjah Gaon (London, 1897)
- (de) Jacob ben Ephraim, ein Anti-Karäischer Polemiker des Zehnten Jahrhunderts (Breslau, 1900, in Kaufmann Gedenkbuch)
- (he) 'Perush R. Sa'adya Gaon le-Dani'el (Berdychev, 1900)
- Tanhoum Yeruschalmi et Son Commentaire sur le Livre de Jonas (Paris, 1900)
- (de) Miscellen über Saadja III.: Die Beschreibung des Erlösungs-Jahres in Emunoth we-Deoth ch. 8 (Breslau, 1901)
- (he) Tehillah le-Dawid (Kaufmann) (Varsovie, 1902)
- Le Commentaire sur le Livre d'Osée par Eliezer (ou Eléazar) de Beaugency (Berdychev, 1902)
- Anan et Ses Ecrits (Paris, 1902)
- (de) "Der Arabische Kommentar zum Buche Josua von Abû Zakarjâ Jahjâ Ibn Bal'am (Francfort-sur-le-Main, 1903)
- Ephrajim ben Schemarja de Fostât et l'Académie Palestinienne (Paris, 1904)
- Schechters Saadyana (Francfort-sur-le-Main, 1904)
- Fragments de l'Exegèse Biblique de Menahem bar Chelbo (Varsovie, 1904)
- (de) Ibn Hazm über Jüdische Sekten (London, 1904).

Il a également contribué à de nombreux articles dans les revues et journaux suivants:
- Monatsschrift
- le Zeitschrift de Stade
- Ha-Goren (Berdychev)
- Ha-Ẓefirah (Varsovie)
- Revue des études juives
- Jewish Quarterly Review